# Eva Nazemson
Eva Nazemson, en tid även Nazemson Papaconstantinou, född 6 juli 1985 i Stockholm, är en svensk fotomodell och programledare.

## Biografi
Nazemson började sin karriär som programledare i TV4 Plus program Nattliv. År 2008 gick hon över till Kanal 5 för att leda spelprogrammet Full pott, där hon även varit programledare för tävlingsprogrammet Quizzo.
Hon var med start hösten 2011 programledare för underhållningsprogrammet Waterwörld på TV6, producerat av Jarowskij. 2012 spelade hon sig själv i Den sista dokusåpan, en svensk zombiedramaserie i samma kanal. Med början våren 2014 var hon programledare för det direktsända tävlingsprogrammet Förmiddag som sänds alla dagar i veckan på Kanal 11, producerat av Interact24 Television. 
2018 var hon konferencier för manifestationen Trasdockans dag, som årligen uppmärksammar sexuella övergrepp på barn.
Hon angav 2024 att hon till stor del lämnat tv-branschen bakom sig, och arbetar med att importera mat och vin.

### Kräk-Eva
Nazemson blev uppmärksammad september 2007 efter att hon i på grund av mensvärk plötsligt kräktes i direktsändning på dåvarande TV4 Plus i spelprogrammet Nattliv. Klippet har uppmärksammats på Internet, bland annat via videosajten Youtube. Efter detta fick hon det offentliga smeknamnet Kräk-Eva, något som hon accepterat. Händelsen ledde bland annat till att hon fick medverka i Tyra Banks pratshow.

### Familj
Hon var mellan 2015 och 2020 gift med musikproducenten Alexander Papaconstantinou, och de har en dotter tillsammans.